# Giuseppe Crosa di Vergagni

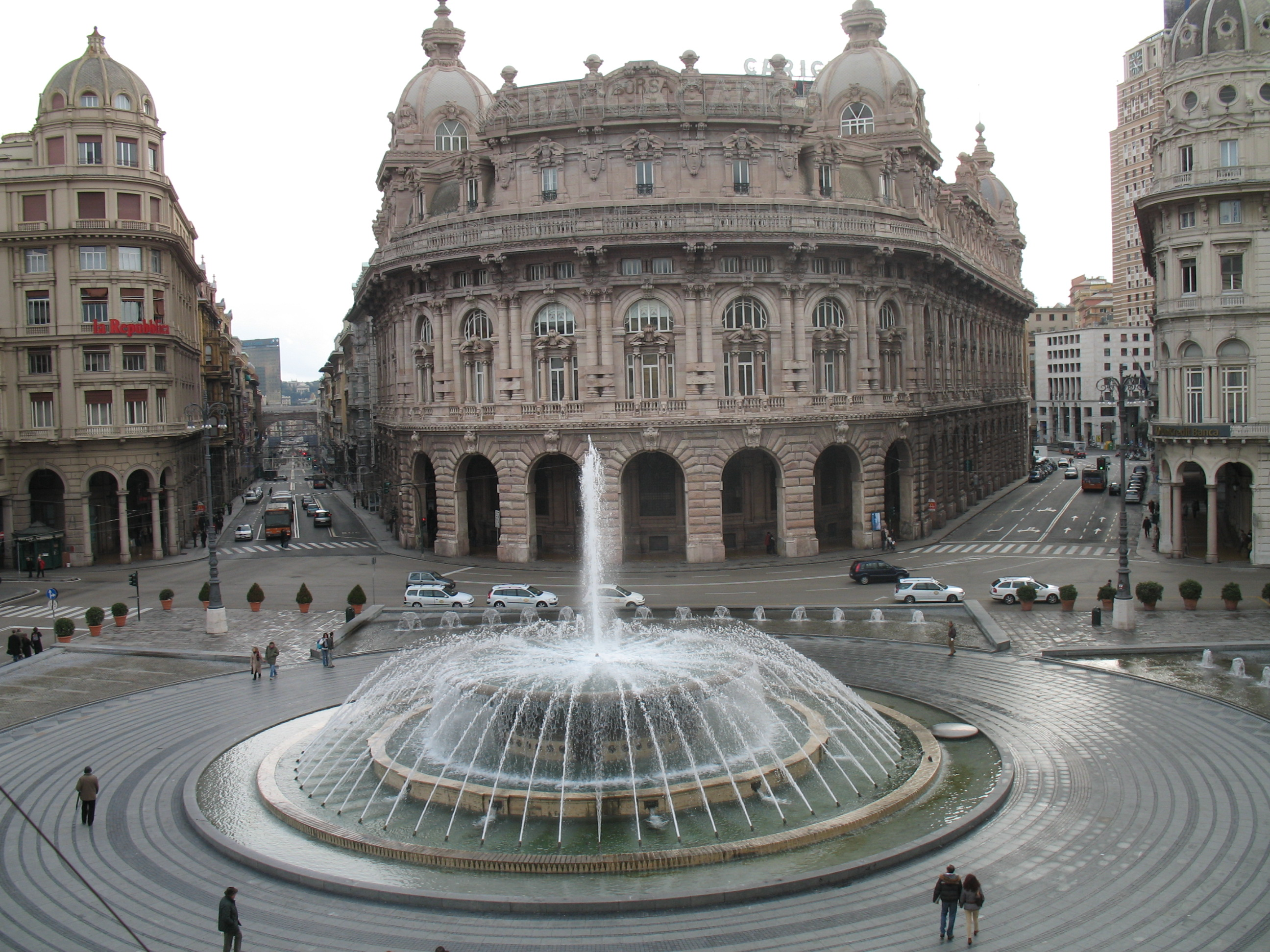
La fontana di Piazza de Ferrari vista da Palazzo Ducale

Giuseppe Crosa di Vergagni (Belluno, 18 settembre 1886 – Genova, 10 giugno 1968) è stato un architetto italiano, attivo principalmente a Genova e nei comuni limitrofi, è stato il progettista della fontana di Piazza De Ferrari a Genova.

## Biografia
Giuseppe Crosa di Vergagni nacque nel 1886 a Belluno, figlio di Nicolò Crosa e Carlotta Fieschi, in una famiglia della nobiltà genovese. La famiglia Crosa, originaria di Murta, si era stabilita a Sampierdarena durante il XVI secolo e si era arricchita con il commercio della seta. Nel 1727 era entrata a far parte del patriziato della Repubblica di Genova e nel 1733 Giò Filippo Crosa aveva acquistato dai Doria il feudo di Vergagni, presso Mongiardino Ligure, mutando il cognome familiare in Crosa di Vergagni. Durante il XIX secolo, in seguito al matromonio tra Nicolò Crosa e Carlotta Fieschi, i Crosa erano entrati in possesso del palazzo di Via Canneto il Lungo 27 oggi conosciuto come Palazzo Fieschi-Crosa di Vergagni.
Giuseppe Crosa di Vergagni studiò architettura al Politecnico di Milano, dove fu allievo di Gaetano Moretti, laureandosi nel 1912. Durante la Prima guerra mondiale prestò servizio come ufficiale di artiglieria della zona dell'Isonzo, divenendo anche capitano di artiglieria. Alla fine del conflitto rientrò a Genova, città della famiglia, dove aprì il proprio studio nel palazzo di famiglia in Via Canneto il Lungo 27, dedicandosi inizialmente alla progettazione sale cinematografiche, come il Cinema Teatro Odeon a Rivarolo Ligure (1919), il Cinema Savoia a Genova (1922-1926) il Cinema Teatro Olimpia (1922-1941) all'interno del Palazzo della Borsa di Genova o residenze private come Villa Borzino a Busalla e il villino Panizza a Crocefieschi. Progettò anche il Teatro della Gioventù.
Negli anni Venti del XX secolo partecipò insieme ad altri architetti liguri anche ad alcune importanti esposizioni come l'Esposizione internazionale di arti decorative e industriali moderne di Parigi del 1925 e la Biennale di Monza del 1927.
Negli anni Trenta ideò il progetto per cui è più noto: la fontana monumentale di Piazza De Ferrari a Genova, costituita da un grande bacile in bronzo di 11 metri di diametro e 36 tonnellate di peso collocato al centro di una serie di vasche circolari concentriche. Realizzata nei Cantieri Navali Riuniti del Tirreno di Genova-Le Grazie, la vasca venne posta in sede il 23 aprile 1936 in sostituzione di una grossa aiuola con palmizi, la quale aveva a sua volta sostituito un grande anello di binari che veniva utilizzato dalla rete tramviaria cittadina, aperto all'esercizio nel 1906 e chiuso e demolito nel 1934.
Negli anni trenta si occupò della sede del Banco de Italia y Río de Plata, progettata con Gaetano Orzali e situata nello storico Palazzo Spinola di Luccoli-Balestrino di piazza Fontane Marose e, fra il 1937 e il 1938, fu tra i progettisti di piazza Dante, firmando Palazzo Terzano.
Progettò anche la Chiesa di Nostra Signora del Rosario (1952-1955). Uno degli ultimi progetti di cui si occupò fu il Seminario arcivescovile di Genova, presso la ex-villa Quartara, in salita Emanuele Cavallo nel quartiere di Righi, fra il 1960 e il 1963. Morì a Genova il 10 giugno del 1968.

## Opere
Tra le sue opere più rilevanti:

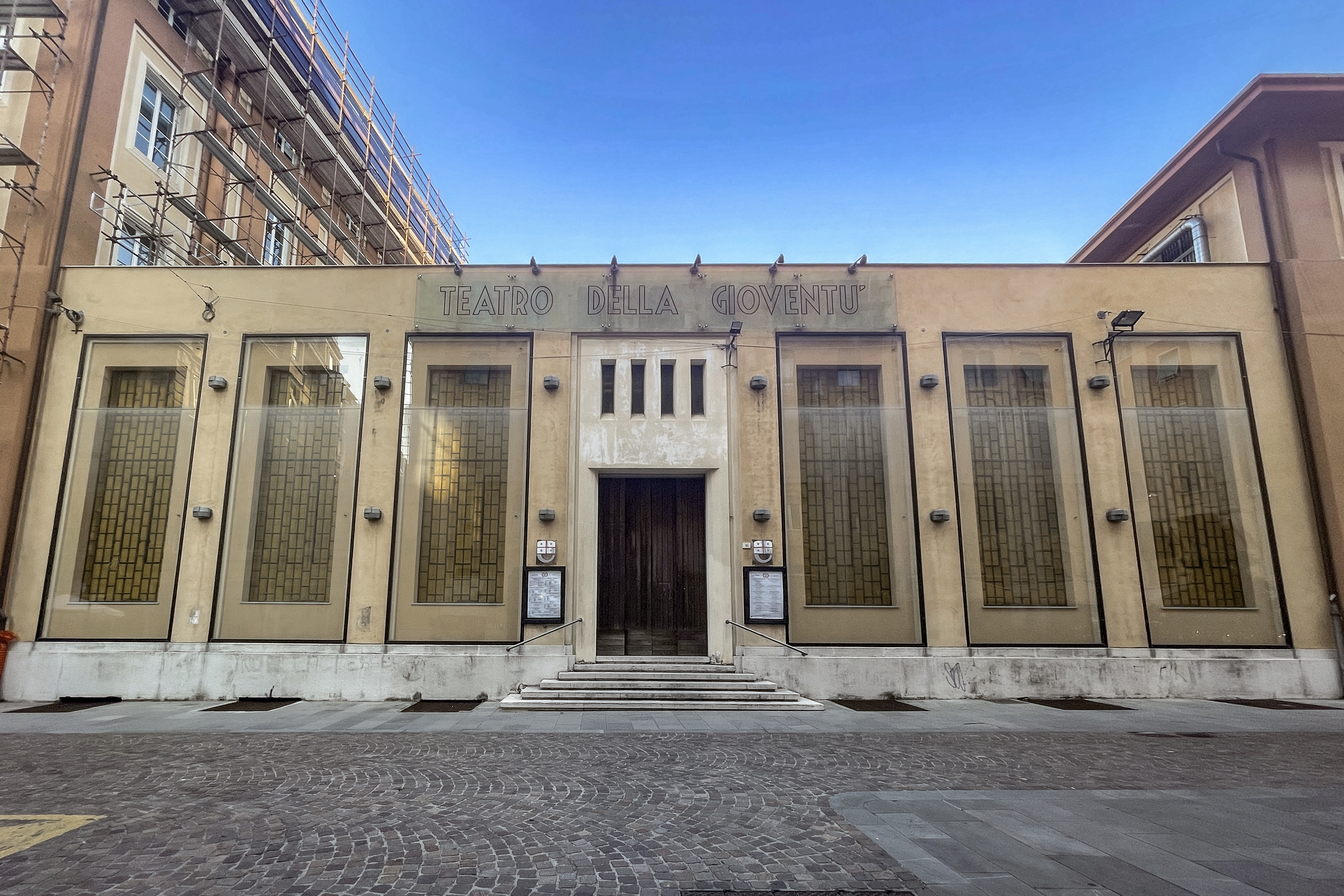
Il Teatro della Gioventù a Genova

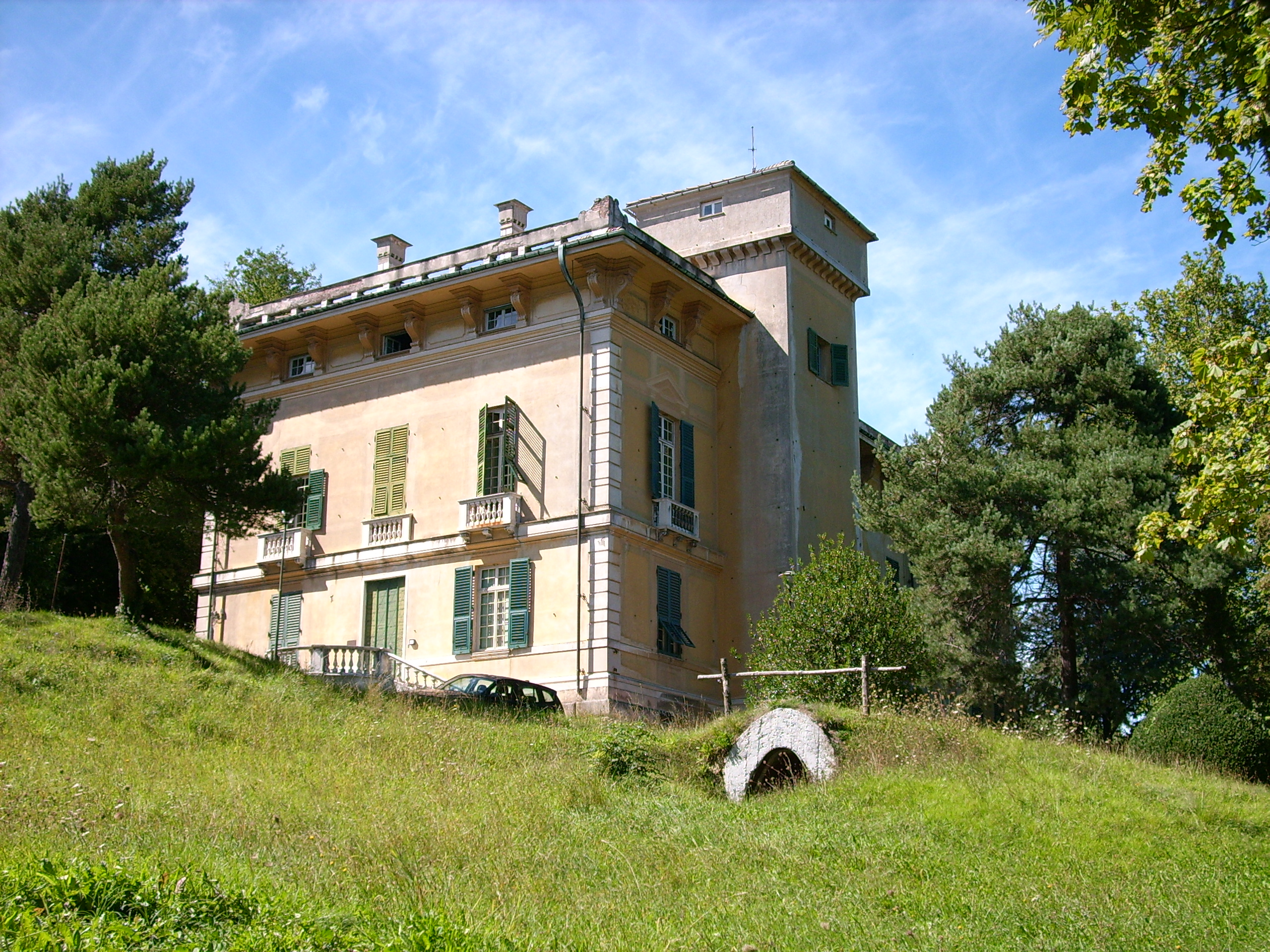
Villa Borzino a Busalla

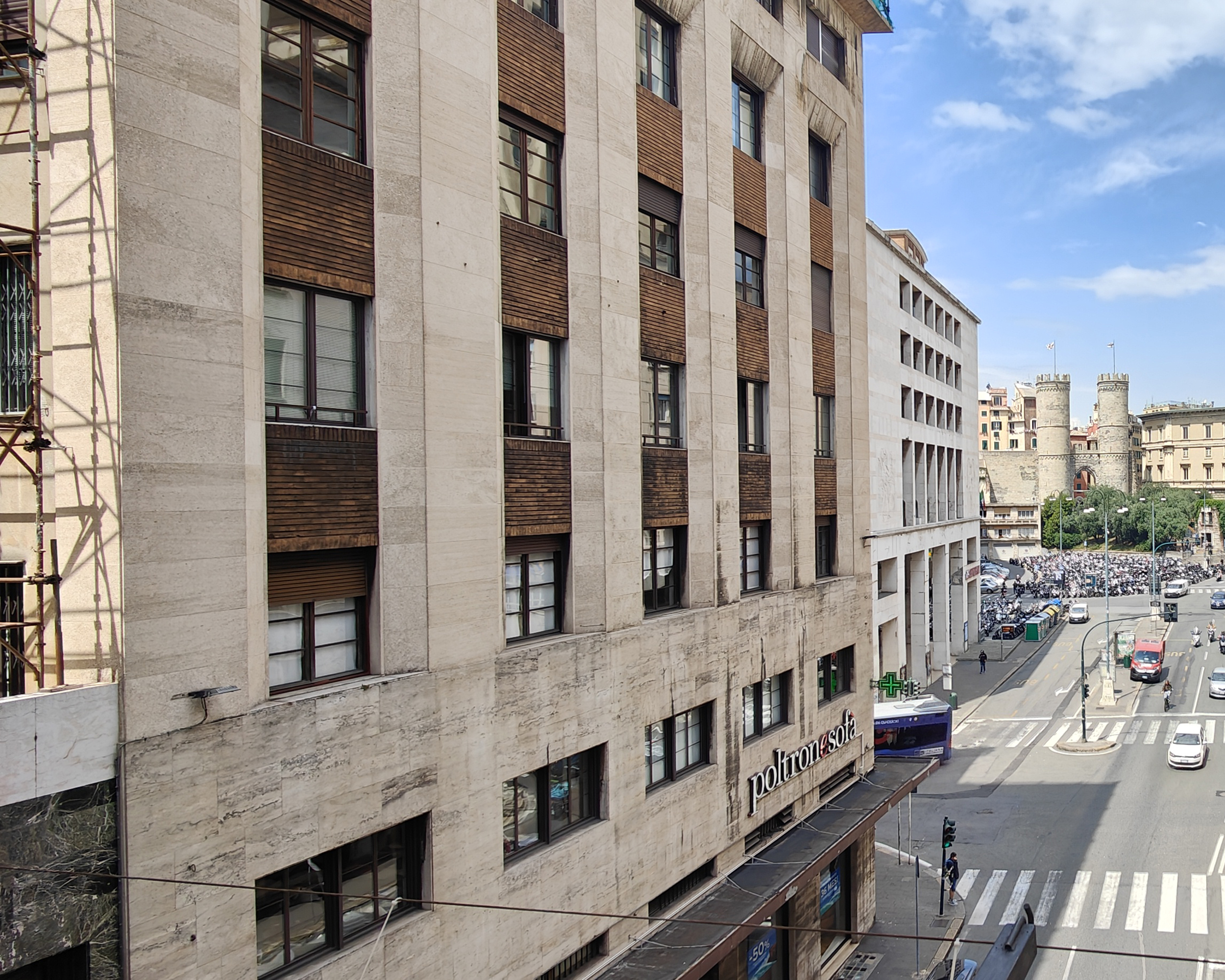
Palazzo Terzano a Genova

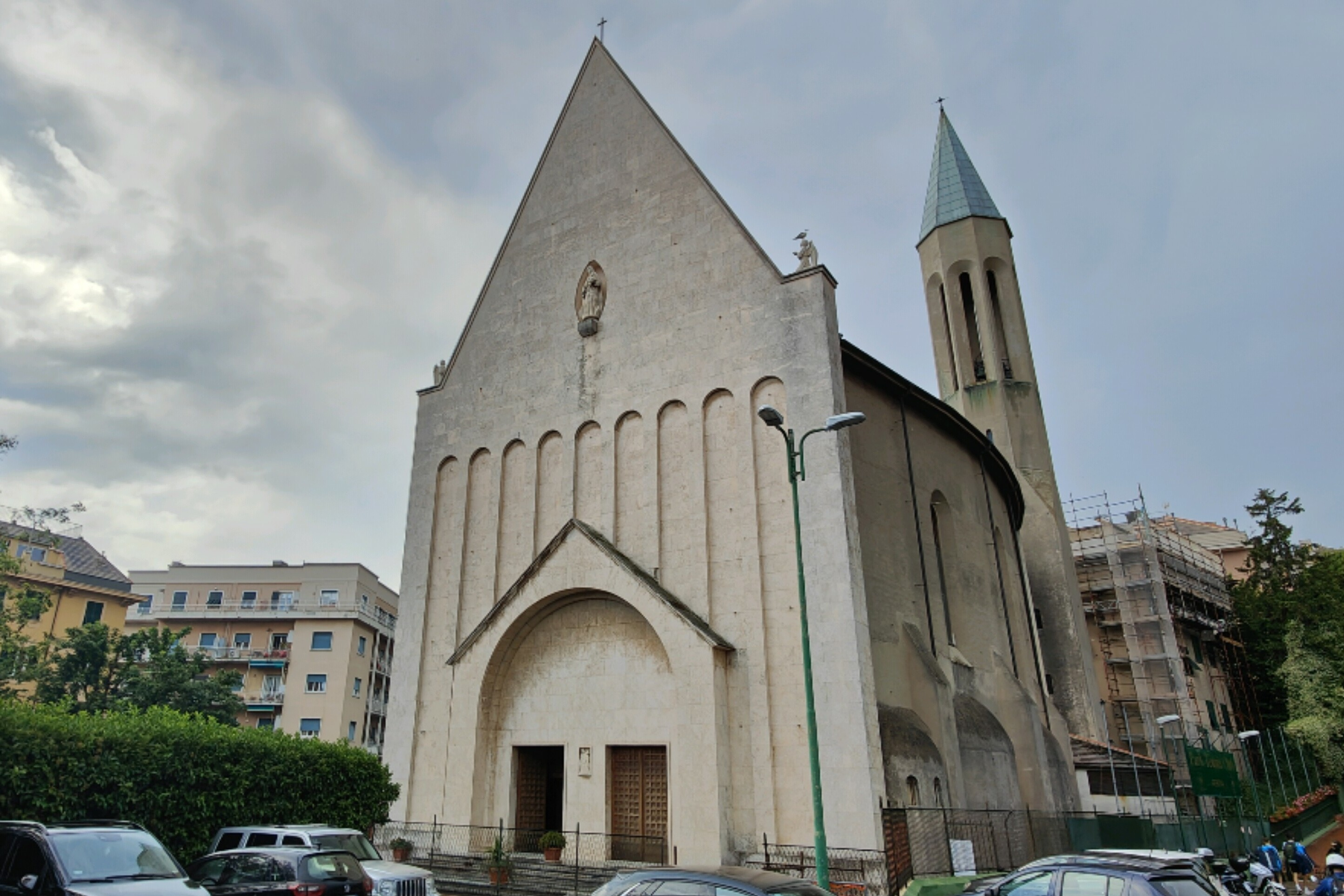
Chiesa di Nostra Signora del Rosario

- Cinema Teatro Odeon, Rivarolo Ligure, con Narciso Desirello (1919)
- Cinema Savoia, via XX settembre, Genova (1922-1926)
- Cinema Olimpia e Gran Caffè, presso il Palazzo della Nuova Borsa, via XX Settembre, Genova (1922-1941, 1931)
- Villa Solaro, Savignone (1925)
- Villini Panizza, Crocefieschi (1925)
- Villa Biaggi de Blasys, Croara di Rivergaro (1926-1932)
- Cimitero della famiglia Biaggi de Blasys, Croara di Rivergaro (1926-1932)
- Villa Borzino e parco, Busalla (1927-1936)
- Casa del Balilla, Genova, dal 1940 Teatro della Gioventù (1928)[10]
- Yacht Club Italiano, Genova, porticciolo Duca degli Abruzzi (1928-1929)
- Villa dei Pini, Bogliasco, ristrutturazione delle inferriate (1930 circa)
- Villa Costa, Rapallo (1930 circa)
- Sede centrale Ilva, Genova (1930-1931)
- Fontana monumentale di Piazza de Ferrari, Genova (1932-1935)
- Palazzi Gambaro e Preti, via Caffaro/Piazza Portello, Genova (1933)
- Stadio del nuoto e Opera Nazionale Balilla (ONB), Alessandria (1933)
- Casa della Giovane Italia Littoria (GIL), Alessandria (1935 circa)
- Palazzo del quotidiano Il Giornale, Genova (1935)
- Palazzo Terzano, via Fieschi/Piazza Dante, Genova (1937-1938)
- Palazzo Piaggio, viale Brigate Partigiane, Genova (1950 circa)
- Chiesa di Nostra Signora del Rosario, via Rosselli, Genova (1952-1955)
- Sede del Banco de Italia y Río de Plata, Genova, con Gaetano Orzali (1935)
- Villa Tubino, Bogliasco (1955-1959)
- Seminario arcivescovile (ex Villa Quartara), Righi (1960-1963)

## Archivio
Il fondo Giuseppe Crosa di Vergagni conservato presso la Wolfsoniana - Fondazione regionale per la cultura e lo spettacolo comprende 6000 unità archivistiche relative agli studi, all'insegnamento ed all'attività professionale dell'architetto nei settori della progettazione architettonica, urbanistica e di restauro.